# Gilsum
Gilsum es un pueblo ubicado en el condado de Cheshire en el estado estadounidense de Nuevo Hampshire. En el Censo de 2010 tenía una población de 813 habitantes y una densidad poblacional de 18,83 personas por km².

## Geografía
Gilsum se encuentra ubicado en las coordenadas 43°2′28″N 72°15′44″O / 43.04111, -72.26222. Según la Oficina del Censo de los Estados Unidos, Gilsum tiene una superficie total de 43.17 km², de la cual 43.11 km² corresponden a tierra firme y (0.13%) 0.06 km² es agua.

## Demografía
Según el censo de 2010, había 813 personas residiendo en Gilsum. La densidad de población era de 18,83 hab./km². De los 813 habitantes, Gilsum estaba compuesto por el 97.91% blancos, el 0.25% eran afroamericanos, el 0.12% eran amerindios, el 0.74% eran asiáticos, el 0% eran isleños del Pacífico, el 0.12% eran de otras razas y el 0.86% pertenecían a dos o más razas. Del total de la población el 0.62% eran hispanos o latinos de cualquier raza.